# Сидоровка (Болховский район)
Сидоровка — опустевшая деревня в Болховском районе Орловской области. Входит в состав Однолуцкого сельского поселения. Население — 0 чел. (2010).

## География
Деревня находится в северной части Орловской области, в лесостепной зоне, в пределах центральной части Среднерусской возвышенности и расположена по берегу реки Березуйка, примыкая северо-восточной окраиной к селу Покровское. Уличная сеть не развита.
Часовой пояс
Деревня Сидоровка, как и вся Орловская область, находится в часовой зоне МСК (московское время). Смещение применяемого времени относительно UTC составляет +3:00.
Климат
близок к умеренно-холодному, количество осадков является значительным, с осадками в засушливый месяц. Среднегодовая норма осадков — 627 мм. Среднегодовая температура воздуха в Болховском районе — 5,1 ° C.

## Население
| 2010 |
| ---- |
| 0    |

Согласно данным переписи 2002 года и переписи 2010 года, населения нет. Также не было зафиксировано население у соседнего села Покровское .

## Инфраструктура
Было развито сельское хозяйство.

## Транспорт
Просёлочные дороги.